# Marcusenius ghesquierei
Marcusenius ghesquierei és una espècie de peix pertanyent a la família dels mormírids i a l'ordre dels osteoglossiformes.

## Etimologia
Marcusenius fa referència a l'alemany Johann Marcusen (el primer ictiòleg a estudiar els mormírids de forma sistemàtica), mentre que l'epítet ghesquierei al·ludeix a l'entomòleg belga Jean Ghesquière, el qual va aconseguir-ne el tipus.

## Descripció
Fa 10.9 cm de llargària màxima. 32-34 radis a l'aleta dorsal i 27-29 a l'anal. Cap dues vegades més llarg que ample i de color marró amb zones groguenques. Musell arrodonit, pas prominent. Boca terminal i estreta. Dents petites i bicúspides (5 al maxil·lar superior i 6 a l'inferior). Narius més a prop entre si que de l'extrem del musell. Ulls grans i de mida igual a la llargada del musell. Origen de l'aleta anal per sota del desè radi de l'aleta dorsal i equidistant entre la base de les aletes ventrals i l'origen de la caudal. Aleta anal lleugerament còncava. Aletes pectorals punxegudes, tan llargues com el cap i dues vegades la longitud de les ventrals. Lòbuls de l'aleta caudal llargs i punxeguts. Peduncle caudal 3 vegades més llarg que alt i amb 8 escates al seu voltant. 37-42 escates a la línia lateral, molt reduïdes (sobretot, davant de les aletes pelvianes). De 19 a 24 escates entre els orígens de les aletes dorsal i anal. Regió dorsal de color marró fosc. Àrea ventral, en gran part, lliure d'escates. Presenta una franja negrosa i obliqua entre els radis anteriors de les aletes dorsal i anal. Aletes dorsal, anal i ventrals més aviat enfosquides, sobretot a la base.

## Hàbitat i distribució geogràfica
És un peix d'aigua dolça, demersal i de clima tropical, el qual viu a Àfrica: és un endemisme de la conca del riu Tshuapa (conca central del riu Congo) a la República Democràtica del Congo.

## Observacions
És inofensiu per als humans i el seu índex de vulnerabilitat és baix (12 de 100).